# إيغور فرناندس دا سيلفا أرواخو
إيغور فرناندس دا سيلفا أرواخو (بالبرتغالية: Igor Fernandes da Silva Araújo‏) هو لاعب كرة قدم برازيلي، ولد في 6 يونيو 1992 في ساو باولو في البرازيل. لعب مع نادي سبورت ريسيفه ونادي كورينثيانز.

## وصلات خارجية
- إيغور فرناندس دا سيلفا أرواخو على موقع قاعدة بيانات كرة القدم.إي يو (الإنجليزية)
- إيغور فرناندس دا سيلفا أرواخو على موقع Soccerway.com (الإنجليزية)